# Archiceroptera venezolana
Archiceroptera venezolana är en tvåvingeart som först beskrevs av Richards 1963.  Archiceroptera venezolana ingår i släktet Archiceroptera och familjen hoppflugor.
Artens utbredningsområde är Venezuela. Inga underarter finns listade i Catalogue of Life.